# Laurent Deshayes
Pour les articles homonymes, voir Deshayes.
Laurent Deshayes (novembre 1959-) est docteur en histoire contemporaine et spécialiste de l'histoire du Tibet et du bouddhisme tibétain. Il effectue des traductions d'ouvrages en tibétain littéraire.
Il a été professeur d'histoire au lycée Saint-Joseph de Sarlat en Dordogne et chercheur associé au Centre de recherches en histoire internationale et atlantique de l'université de Nantes.

## Biographie
Sensibilisé au monde tibétain dès son enfance, Laurent Deshayes devient disciple du 10e Palden Pawo Rinpoché, en 1979, à l'âge de 19 ans, puis en 1984, il rencontre le maître spirituel Khenchen Yéshé Tcheudar Rinpoché (1928-1999) dont il fut proche.
Il poursuit des études universitaires à l'université de Nantes, où il obtient sous la direction du professeur d'histoire Jacques Weber successivement les diplômes de maîtrise en juin 1992, intitulée Le Tibet de la fin du XIXe siècle à 1914. Enjeux et rivalités entre Tibétains, Anglais, Russes, Chinois et Français, puis un DEA en octobre 1993, intitulé La question tibétaine, 1914-1935. 
En 1997, il est l'auteur d'une Histoire du Tibet (aux éditions Fayard) et, en 1999, d'un Lexique du bouddhisme tibétain (aux éditions Dzambala).
Diplômé en géostratégie et relations internationales, il prépare une thèse de doctorat sur la présence missionnaire française au Tibet, thèse qu'il soutient  à l'université de Nantes en 2001 (La Mission du Tibet (1846-1952). Des pionniers, des prêtres, des Français en Chine et Tibet). Son travail, principalement fondé sur des archives françaises qu'il a découvertes en 1992 dans le service des Archives diplomatiques du Ministère des Affaires étrangères et au siège de la Société des Missions Étrangères de Paris, apporte un éclairage nouveau sur les relations entre le Tibet et la Chine sur une période de plus d'un siècle (1846-1952). 
Laurent Deshayes collabore régulièrement au Monde des religions. Il intervient aussi comme conseiller pour la rédaction d'ouvrages concernant le monde tibétain ou le bouddhisme et a fait partie de l'équipe de Dharma-arts, association bouddhiste de création graphique. Il est également traducteur de tibétain littéraire.

## Appréciations critiques
Le livre Histoire du Tibet est, selon un compte rendu publié dans The English Historical Review, la première histoire de cette région du monde à paraître en français. S'appuyant sur des sources secondaires (les sources tibétaines ne sont pas sollicitées) et accompagné de trop rares notes, l'ouvrage s'adresse à l'étudiant ou à l'amateur éclairé plutôt qu'au spécialiste. L'auteur aborde son sujet de façon traditionnelle et d'un ton détaché tout en se montrant bien disposé à l'égard de celui-ci. Le critique note que les questions importantes du pouvoir, de l'autorité et des textes sont absentes ainsi que celle de la construction de l'image d'un Tibet mythique qui prédomine en Occident et dont a bénéficié la cause tibétaine.
Pierre Chapoutot, professeur d'histoire-géographie, alpiniste et écrivain, souligne le regard sans complaisance porté par Laurent Deshayes dans Histoire du Tibet sur le passé de ce pays : « Il est tentant de partir de la situation actuelle des Tibétains, dramatique à bien des égards, pour lire l’histoire de leur pays. Il ne suffit pas cependant d’être une victime aujourd’hui pour blanchir le passé, ni d’avoir pour chef de l’État exilé un apôtre de la paix pour présumer de la probité de la structure religieuse et politique du Tibet d’autrefois »,.[pertinence contestée]
À propos de L’épopée des Tibétains entre mythe et réalité, Bernard Krouck, dans la Revue d'histoire diplomatique, remarque la sympathie des co-auteurs, Laurent Deshayes et Frédéric Lenoir, pour les Tibétains, ajoutant que le livre a le mérite de ne rien occulter des défauts de l’ancien Tibet.

## Publications

### Mémoires et thèses
- Le Tibet de la fin du XIXe siècle à 1914. Enjeux et rivalités entre Tibétains, Anglais, Russes, Chinois et Français, Maîtrise, juin 1992 (dir. Pr Jacques Weber)
- La question tibétaine, 1914-1935, DEA, octobre 1993 (dir. Pr Jacques Weber)
- La Mission du Tibet (1846-1952). Des pionniers, des prêtres, des Français entre Chine et Tibet, thèse, le 20 décembre 2001 (dir. Pr Jacques Weber)

### Ouvrages
- 1997 : Histoire du Tibet, Fayard  (ISBN 978-2213595023)
- 1999 : Lexique du bouddhisme tibétain, Dzambala, Saint-Léon-sur-Vézère  (ISBN 2906940232)
- 2002 : L'épopée des Tibétains : entre mythe et réalité, coécrit avec Frédéric Lenoir, Fayard  (ISBN 978-2213610283)
- 2006 : Découverte du bouddhisme, Plon, Paris  (ISBN 2259203825)
- 2007 : Les pèlerinages, Plon  (ISBN 2259205003)
- 2008 : Tibet (1846-1952) : Les missionnaires de l'impossible, Les Indes Savantes  (ISBN 978-2-84654-098-8)
- 2009 : Nechung, l'Oracle du Dalaï Lama, coécrit avec Thubten Ngodup et Françoise Bottereau-Gardey, préface Garje Khamtrul Jamyang Dhondup, Presses de la Renaissance  (ISBN 978-2750904876)
- 2013 : Le doigt montre la Voie : un recueil d'enseignements bouddhiques pour connaître et parcourir la voie de l'Éveil, co-écrit avec Khenchen Yéshé Tcheudar (rinpoché), Jigmé Thrinlé Gyatso, Éditions de l'Astronome  (ISBN 2916147810 et 9782916147819)
- 2015 : Paroles de bouddhas, Seuil  (ISBN 202122919X et 9782021229196)
- 2016 : Le Bouddhisme : histoire, spiritualité et pratiques, Plon  (ISBN 9782750912581)
- 2017 : La lignée des Karmapas, Claire Lumière  (ISBN 2354540353)

### Articles
- Tibet : le chant du cygne ?, in Mutations asiatiques, 1999, no 13, p. 5-7
- La Chine impériale, protecteur envahissant, in Historia, no 640, avril 2000 (consultable en ligne)
- Histoires communes du Tibet et de la Chine : souveraineté, suzeraineté, indépendance? Quelle justification historique de l'occupation chinoise du Tibet ?, in Lhaksam, juillet 2003, no 11, p. 2-6
- Bouddha et les femmes : entre carcan social et liberté spirituelle, in Le Monde des religions, 5/2004, p. 48-49
- Le palais du Potala : l'emblème du Dalaï-lama, in Le Monde des religions, 7/2005, p. 44-46
- La fin de ce monde dans les religions indiennes, in Le Monde des religions, 2006, no 16, p. 36-37
- Les nirvanas du bouddhisme, in Le Monde des religions, 3/2006, no 16, p. 48-49
- Le mont Kailash : là où les dieux se rencontrent, in Le Monde des religions, 5/2006, p. 40-42
- Pèlerinages bouddhiques en Inde : en mémoire de l'Eveillé, in Le Monde des religions, 7/2006, p. 52-56
- Le XVe Dalaï Lama sera-t-il élu ?, in Le Monde des religions, no 27, 1er janvier 2008, p. 16-17
- Khandro Rinpoché : bouddhiste au féminin, in Le Monde des religions, no 27, 1er janvier 2008, p. 58-59
- Thoubten Gyamtso : 1876-1933, in Le Monde des religions, 11/2008, p. 50-51
- Dja Tchékhawa: Le dévot à autrui, in Le Monde des religions, 38 (novembre - décembre 2009), p. 60-61
- Maître spirituel: Rétchoung, le disciple rayonnant, in Le Monde des religions, no 34, mars-avril 2009, p. 54-55
- La course du temps, une trame complexe, in Le Monde des religions, no 42 (juillet - Août 2010)
- Chan et Terre pure, un Éveil multiple, in Le Monde des religions, no 48 (juillet - août 2011)
- Nagarjouna - La libération spirituelle, in Le Monde des religions, no 46 (mars-avril 2011), p. 54-55
- La vision cyclique des religions indiennes, in Le Monde des religions, no 50 (novembre - décembre 2011)
- La bienveillance du Bouddha, in Le Monde des religions, no 52 (mars - avril 2012)
- La voix du Bouddha trouve son nouvel écho, in Le Monde des religions, 57 (janvier - février 2013)
- Polémique. Un « loup en robe de moine » ?, in Le Monde des religions, no 67 (septembre - octobre 2014)
- Tenzin Gyatso, actuel dalaï-lama. Ocean Pacifique, in Le Monde des religions, no 67 (septembre - octobre 2014)
- Chefs religieux et politiques. La double vie des dalaï-lamas, in Le Monde des religions, no 67 (septembre - octobre 2014)
- Comment reconnaître un dalaï-lama ?, in Le Monde des religions, no 67 (septembre - octobre 2014)